# Wireless Telephony Application Interface
Wireless Telephony Application Interface es una interfaz que corresponde a una parte de la pila de protocolos WAP para teléfonos móviles que está orientada a tener acceso a diversas funcionalidades propias de telefonía mediante los lenguajes de programación WML y WMLScript.
Un ejemplo práctico de esta interfaz es incluir en una página web un enlace a un número de teléfono al cual se puede marcar durante la navegación en internet a través del teléfono móvil, según el esquema de URI wtai. El formato es:
wtai://<biblioteca>/<función> (; <parámetro>)* [! <resultado>]
Un ejemplo:
[wtai://wp/mc;555123456 ¡Llámame!]
donde:
- wp indica que se está utilizando la biblioteca WTAPublic;
- mc denota la función makeCall de la biblioteca WTAPublic, que sirve para hacer una llamada
- el número es un parámetro que representa el número al que se desea hacer la llamada.[1]